# Again (Fetty Wap)
Again è un singolo del rapper statunitense Fetty Wap, pubblicato nel 2015 da RGF, 300 ed estratto dall'album Fetty Wap.

## Tracce
- Download digitale

1. Again - 5:13